# Chersotis iintactum
Chersotis iintactum là một loài bướm đêm trong họ Noctuidae.